# Oh Boy (singel)
Oh Boy är en singel från Miss Lis debutalbum Late Night Heartbroken Blues. Den släpptes den 15 november 2006. Sammanlagt låg den åtta veckor på den svenska singellistan och nådde som bäst åttonde plats.

## Låtlista
1. "Oh Boy"
2. "Backstabber Lady"